# Fun, Fun, Fun
A Fun, Fun, Fun a Beach Boys 1964-es slágere.
A dal szerzőit, Brian Wilsont és Mike Love-ot Dennis Wilson kapcsolata ihlette egy gazdag családból származó Palos Verdes-i lánnyal, aki, hogy kölcsönkaphassa a család Ford Thunderbirdjét, azt hazudta az apjának, hogy a könyvtárba megy. Ehelyett egyenesen Dennis lakásához hajtott. Dennis megjegyzése ("Szóval elszórakozunk, amíg apuci vissza nem veszi a T-Bird-öt") vált a dal refrénjévé.
A Wilson-testvérek apja, és a Beach Boys menedzsere, Murry, erkölcstelennek találta a dalt, és megpróbálta megakadályozni, hogy az együttes lemezre vegye. A kislemez, B-oldalán Frankie Lymon és a Teenagers "Why Do Fools Fall In Love"-jának feldolgozásával top 5-ös sláger lett. A dal miatti nézeteltérés miatt tovább romlott a viszony Murry Wilson és fiai között, végül néhány hónappal később, az I Get Around felvételei közben egy újabb vitát követően Brian elbocsátotta az apját.
A "Fun, Fun, Fun"-t 1996-ban a Beach Boys újra lemezre vette a Status Quo zenekarral közösen. A Beach Boys az új verzióban háttérvokálokat énekelt, a szólóvokált a Status Quo frontembere, Francis Rossi adta elő, egy újonnan írt verze kivételével, amit Mike Love énekelt.
A dalt indító gitárriffet Wilson Chuck Berry „Johnny B. Goode” című 1955-ös dalából kölcsönözte.

## Helyezések
| Helyezések (1964)       | Legmagasabb Pozíció |
| ----------------------- | ------------------- |
| U.S. Billboard Hot 100  | 5                   |
| Cash Box                | 6                   |
| Ausztrál kislemez lista | 6                   |
| Német kislemez lista    | 49                  |

## Külső hivatkozások
- A "Fun, Fun, Fun" 1964-es élő felvétele